# Georg Knöpfle
Georg Schorsch Knöpfle (Schramberg, 15. svibnja 1904. – Hamburg, 14. prosinca 1987.) je bio njemački nogometaš i trener. Postao je poznat kao trener Kölna 1960-ih.

## Karijera

### Igrač
Knöpfle je igračku karijeru započeo u lokalnom SpVgg Schrambergu 08. 1926., odlazi u SpVgg Fürth, gdje ostaje do 1928. godine. Nakon igranja u FSV Frankfurt, sljedećih jedanaest godina provodi u SV Eintracht Braunschweigu. S njemačkom reprezentacijom je odigrao nekoliko prijateljskih utakmica u razdoblju od 1928. do 1933. godine.

### Trener
Samo tri godine od igračkog umirovljenja u SV Eintrachtu, isti ga klub upošljava kao trenera. U Braunschweigu ostaje do 1948., i zatim odlazi Hamburger SV, pa kratko u Bayern München i Alemanniju Aachen. Prve veće uspijehe postiže nakon toga. S Werderom, kojeg je trenirao od 1958. do 1963., osvojio je njemački kup 1961. Iste godine s klubom osvaja drugo mjesto u drugoj ligi, tadašnjoj Oberligi, što je ponovio sljedeće dvije godine, ali nikad nije dosegao prvo mjesto i Bundesligu. Najveće je uspijehe postigao s 1. FC Kölnom, u koji je došao 1963. godine. Odmah godinu dana nakon dolaska, s klubom osvaja prvenstvo i dolazi do polufinala Kupa prvaka, u kojem je ispao od Liverpoola. Sljedeće godine, uspio je s klubom osvojiti drugo mjesto ispred Werdera. Karijeru je završio solidnim angažmanom u Hamburgu, krajem 1960-ih i početkom 1970-ih.

## Trenerski uspjesi
- SV Werder Bremen

Pobjednik DFB-Pokala: 1961.
Drugoplasirani u Oberligi Nord: 1961., 1962. 1963.
- 1. FC Köln

Prvak Bundeslige: 1963./64.
Drugoplasirani u Bundesligi: 1964./65.

## Vanjske poveznice
- Profil na "weltfussball.de"
- Profil na "fussballdaten.de"